# Loge de la soie
Pour l’article homonyme, voir Llotja.
La Loge de la soie (Llotja de la Seda en valencien,  Lonja de la seda  en castillan) de Valence ou  Loge des marchands (Llotja dels Mercaders, Lonja de los mercaderes, respectivement) est une bourse de commerce construite à Valence au XVe siècle.  La Llotja de València représente la puissance économique de la cité à la fin de ce siècle. Elle fut conçue comme un temple du commerce. Ce bâtiment  de style gothique valencien est situé au numéro 31 de la place du Marché (Plaça del Mercat), face à l'église de los Santos Juanes  et au marché central de Valence.
La Lonja de la Seda  a été déclarée patrimoine mondial par l'UNESCO, le 7 décembre 1996.

## Histoire et description
La Llotja, monument civil de style gothique, a été construite entre 1482 et 1498, par les maîtres tailleurs de pierre  Pere Compte, Johan Yvarra, Johan Corbera et Domingo Urtiaga, qui la termina en 1548. Ses murs épais, sa tour et ses créneaux lui donnent un aspect de château ancien. La Lonja est faite de quatre parties : 
- la Salle du Consulat de la Mer (Sala del Consulat de la Mar), à gauche de la Tour en regardant la façade,
- la Tour,
- la Salle des colonnes ( Saló Columnari ou Sala de Contractació), à droite de la tour,
- la cour des orangers (Pati dels Tarongers).

La superficie du monument dépasse les 2 000 mètres carrés entre les zones construites et les autres.

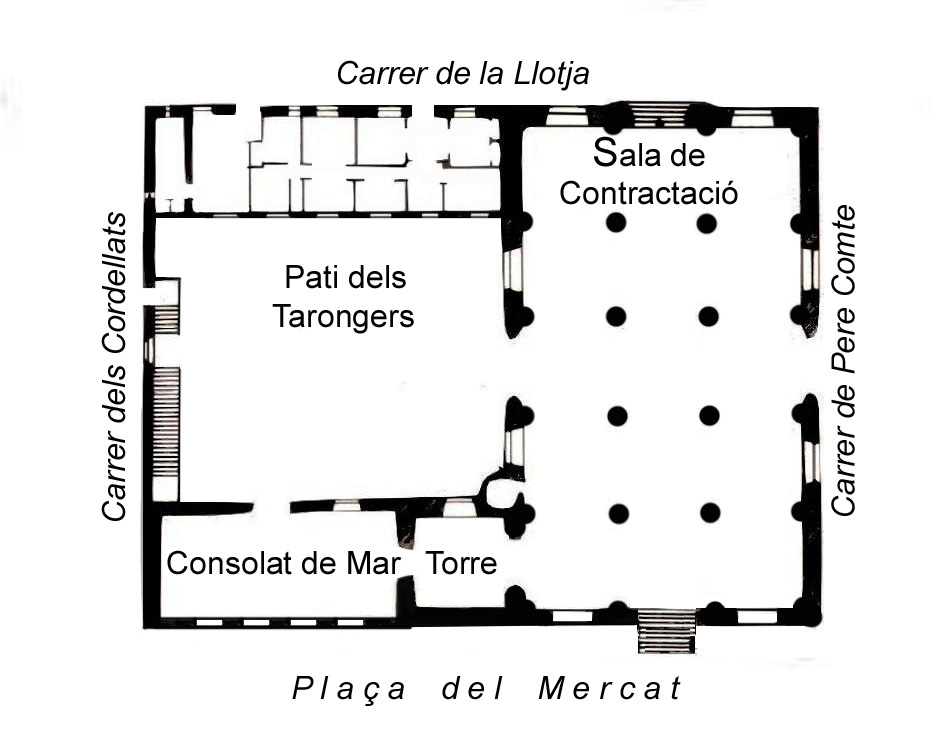
Plan de la Loge de la soie

## Salon aux colonnes

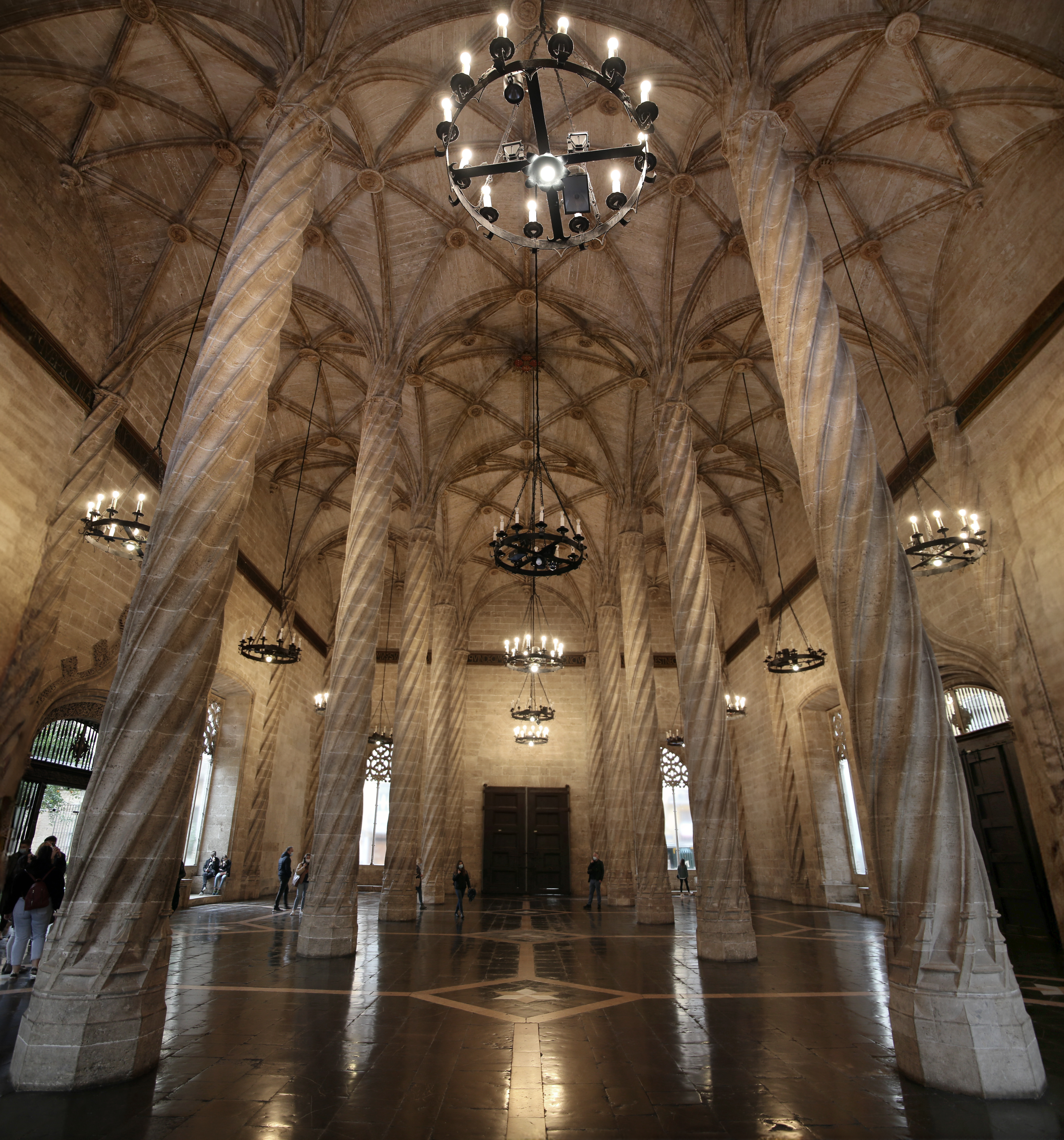
Le Salon aux colonnes.

Le Salon aux colonnes ( Saló Columnari ou Sala de Contractació) est une grande salle, à trois nefs longitudinales. La porte principale est une porte gothique à laquelle on accède par quelques marches. Au tympan figure une Vierge à l'enfant, patronne des marchands. Deux grandes fenêtres surmontées des armes de la ville entourent cette porte. Sur la façade latérale, s'ouvre une autre porte encadrée elle aussi par deux fenêtres.
Le Salon est couvert par un ensemble de voûtes de croisée d'ogives reposant sur de sveltes colonnes hélicoïdales de presque 16 mètres. On a voulu y voir la représentation du paradis dont les colonnes seraient les troncs de  palmiers et les voûtes représenteraient la voûte céleste ou alors les feuilles des palmiers ouvertes tout en haut. La municipalité installa ici la taula de canvis (table de change) pour réaliser les opérations financières et bancaires de cette époque. Tout au long de la partie la plus haute des quatre murs, à la naissance des voûtes, court une frise de couleur sombre sur laquelle est inscrit en lettres d'or un texte en latin qui rappelle aux commerçants leurs devoirs de marchands et de bons chrétiens :  ne pas utiliser l'usure dans leur négoce pour pouvoir gagner ainsi la vie éternelle. L'inscription dit : « Maison illustre, j'ai été construite en quinze ans. Compatriotes, vérifiez et voyez combien est bon le commerce qui n'utilise pas la fraude en parole, qui promet à son prochain et ne faute pas, qui ne prête pas son argent avec usure. Le marchant qui vit de cette manière débordera de richesses et jouira, enfin, de la vie éternelle. »

## Tour
La tour de plan carré, contenait une chapelle et une prison pour ceux qui ne pouvaient payer. Elle possède trois étages et une terrasse. L'accès à ces étages se fait par un escalier en colimaçon sans axe central, conçu par l'architecte Pere Compte.

## Salle du Consulat de la mer

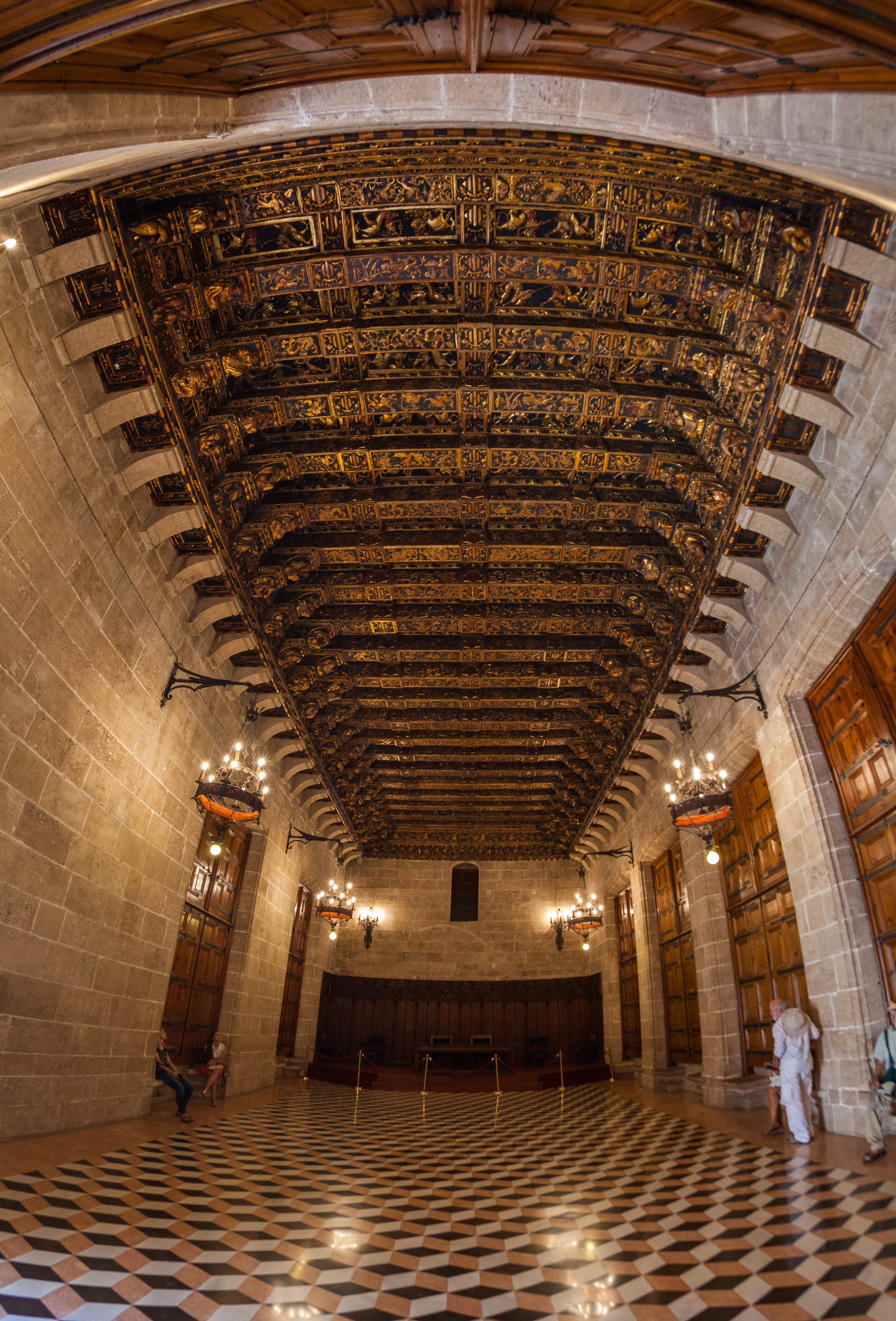
Salle du Consulat de la mer

La construction du bâtiment du Consulat de la mer a été commencée en 1498 et fut achevée en 1548, d'où son influence Renaissance. Le bâtiment est composé d'un sous-sol, d'un rez-de-chaussée, d'un salon principal et d'un étage supérieur. La façade a été construite dans un style gothique pour garder la cohérence de l'ensemble, à l'exception de 40 médaillons représentants des personnages illustres. 
Dans le salon principal se tenait le Tribunal del « Consolat del Mar », très ancienne institution catalane, qui à Valence, depuis 1283, s'occupait des affaires maritimes et commerciales. Ce fut le premier tribunal de commerce créé en Espagne. Le plafond à caissons de ce salon fut réalisé par Juan del Poyo entre 1418 et 1455.

## Extérieur du bâtiment
Depuis la place du Marché, on peut apprécier les deux corps de bâtiment séparés par une tour crénelée. Sur un côté, on aperçoit des arcs ogivaux à la décoration abondante, accompagnés d'impostes, moulures et pinacles. Les gargouilles gothiques, au nombre de 28, forment également un élément caractéristique. Destinées à rejeter l'eau de pluie des toitures, elles représentent des animaux fantastiques, des monstres et des personnages.